# Le Montmarin
Pour les articles homonymes, voir Montmarin.
Le Montmarin est un quartier de la ville de Vesoul, dans la Haute-Saône. Rattaché au canton de Vesoul-2, Le Montmarin est classé quartier prioritaire et zones de redynamisation urbaine. Il est situé dans le nord de la ville, entre le quartier des Rêpes et le quartier du Grand Grésil.
Le Montmarin est le quartier le plus peuplé de la ville avec une population atteignant 2 205 habitants, en 2009, ce qui correspond à environ 15 % de la population totale. Près de 95 % des habitants du quartier sont logés dans des cités HLM.
En 1990, le quartier affichait un taux de chômage de près de 35 %, ce qui était à l'époque l'un des plus importants de la région. En 2009, le taux de chômage s'est stabilisé à 28 %. Le quartier comptait 30 % de personnes de nationalité étrangère en 1990.
Plusieurs institutions ont été installées comme le Comité Départemental d'Éducation pour la Santé, l'ADMR ou même le réseau AAMIS. Le siège de la radio locale Fréquence Amitié Vesoul y est implanté. Le quartier dispose également pour ses habitants du centre social et culturel de l'Espace Villon.

## Géographie

### Localisation

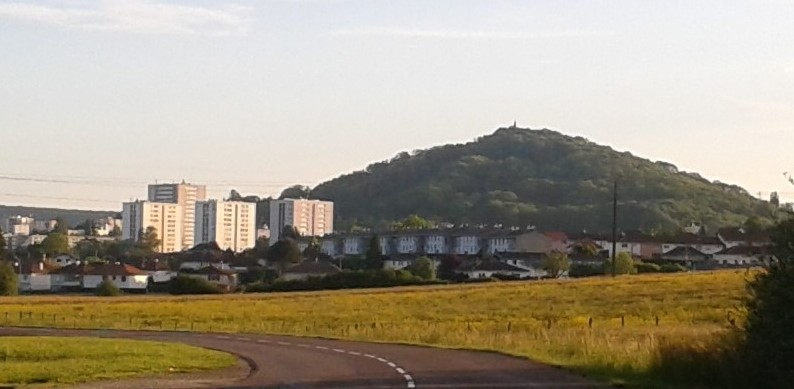
Le Montmarin, avec la Motte.

Le quartier du Montmarin se situe dans le nord-est du territoire communal de Vesoul. La zone est localisée au nord du Grand Grésil et au sud des Rêpes. Outre les barres et les tours d'immeuble, Le Montmarin compte aussi des lotissements pavillonnaires.
Il est également accessible par la départementale 10 puis par la rue de l'industrie qui mène à la Zone Industrielle des Rêpes.

### Transports
Le quartier est desservi par le réseau de transport en commun VBus+ : les lignes 1, 4, 7, D1, D6 et D9. Près d'une dizaine d'arrêts Vbus sont présents dans le quartier.
La route nationale 19, qui relie Paris à Belfort, se trouve directement au sud du quartier. Cette voie est fréquentée quotidiennement par plus de 25 000 véhicules dont 3 500 poids lourds, à proximité du quartier.

## Urbanisme

### Voiries
Le quartier est parcouru par cinq boulevards urbains : Rabelais, François-Villon, Du Bellay, Montaigne, Malherbe.
Les principales autres voies du quartier sont : rue Édouard-Belin, rue des Frères-Lumière, rue Théodule-Ribot, rue Olivier-de-Serres, rue Charles-Péguy, route de Saint-Loup, rue Antoine-de-Saint-Exupéry, rue Jean-Mermoz, rue du Maréchal-de-Lattre-de-Tassigny, rue Albert-Camus, rue du Maréchal-Juin, rue de l'Industrie, rue Blaise-Pascal, passage Paul-Verlaine et rue de Pontarcher.

### Parcs et jardins
La ville de Vesoul a mis en place deux nouvelles aires de jeux dans le quartier du Montmarin, à l'été 2008. Une aire de jeux d'une surface au sol de 7,60 mètres par 5,25 mètres a été installé sur l'espace vert où se trouvait autrefois une partie de la résidence Montaigne. Elle complète deux autres aires de jeux installées dans le quartier en 2010.
Trois jardins familiaux ont été mis en place au Montmarin sur une parcelle située à proximité de l’école maternelle Saint-Exupéry. Ces petits espaces verts font chacun 2 ares avec des abris, appelés « gloriettes », qui sont réalisés par l'association d’insertion.

### Logements

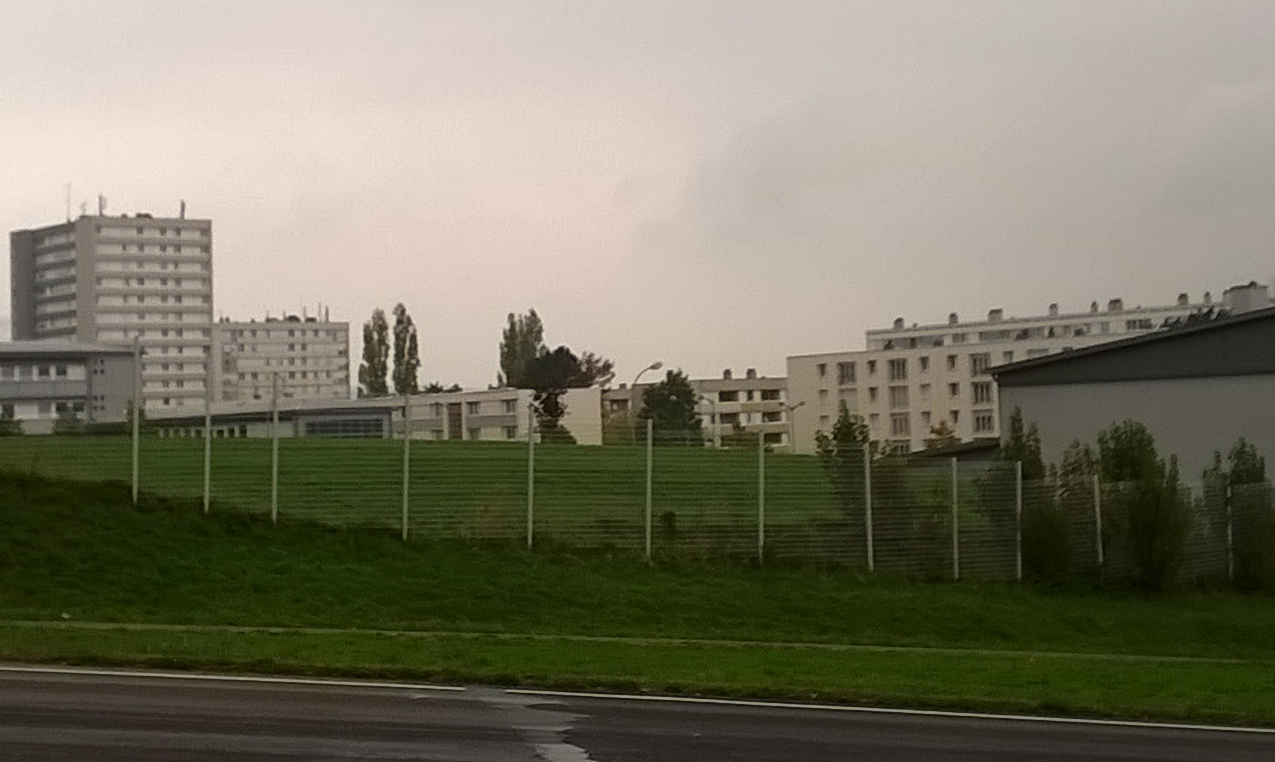
Des logements du quartier.

En 1999, le quartier totalisait 1 020 logements (dont 93,3 de résidences principales) alors qu'il en comptait 979 logements (dont 96,9 % de résidences principales) en 1990. Entre 1968 et 1974, 740 logements ont été construits.
L'Agence nationale pour la rénovation urbaine (ANRU) permet la rénovation partielle du quartier, à partir de 2009. Avec l’implantation de nombreuses activités, la création d’un espace médical, le développement des installations sportives, la rénovation des voiries d’accès, l’aide à la réussite scolaire, le quartier du Montmarin a considérablement changé. Des travaux comme la rénovation de l’Espace Villon, la création d'un terrain multisports, l’implantation d'aires de jeux sont inscrits sur le plan de rénovation. Aussi, plusieurs voiries et résidences ont été rénovées et reformées.
Les engagements financiers se répartissent de la manière suivante :
- ville de Vesoul : 1 800 000 € ;
- agence nationale pour la rénovation urbaine : 260 000 € ;
- conseil général de la Haute-Saône : 67 000 € ;
- conseil régional de Franche-Comté : 78 000 € ;
- bailleur social et prêts de rénovation urbaine : 5 660 000 €.

## Histoire du quartier

### Avant l'époque actuelle
Le nom Montmarin ou Mont-Marin existait déjà avant le XVIIIe siècle. C'est alors un lieu-dit situé sur le versant nord de la colline de la Motte. Des objets tels que des pierres aiguisées datant du Moyen Âge ont été retrouvés sur différents flancs de la Motte dont au Montmarin.

### Époque contemporaine
Construit en 1967 et 1973 au nord de la ville, destiné à accueillir 965 logements locatifs, il se compose actuellement de barres et de tours d'habitations collectives. C'est le quartier d’habitat social le plus peuplé de Vesoul. Il concentre le logement social sur un même secteur et ne répond plus aux attentes des concitoyens tant en termes d’urbanisme que de qualité de logement.
En 1983, l'association franco-musulmane de Vesoul est créée au Montmarin. En 1990, le quartier connait un pic démographique avec 3 283 habitants. Le 1er août 1991, l'Association Mouvement Sportif et Culturel Montmarin est fondée.
De 2007 à 2012, la ville a mis en place un « Contrat Urbain de Cohésion Sociale » sur les quartiers du Montmarin, des Rêpes et du Grand Grésil.
En 2009, la ville de Vesoul a proposé à l'Agence nationale pour la rénovation urbaine un plan pour ce quartier fondé en coopération avec l'office public d’habitat, propriétaire de la totalité des logements sociaux sur Le Montmarin, pour un coût total de 10 millions d’euros. Parmi les principaux travaux, on peut citer la démolition de 55 logements de la partie nord de la résidence Montaigne et la réhabilitation de 262 logements dans les résidences Bellay, Belin et Rabelais et la rénovation de l’Espace Villon.
Le 24 janvier 2011, une contamination par des légionelles du réseau d’eau chaude d'un immeuble du quartier du Montmarin fut détectée. Le gestionnaire a mis en œuvre, un traitement de désinfection du réseau avec information des habitants. Les résultats des analyses étant effectués durant un délai certain, les habitants de l'immeuble ont dû respecter les mesures préventives qui leur avaient été données.
Dans le cadre du projet « Ensemble pour gérer le territoire » qui est soutenu par la Fondation de France et la Communauté Européenne, que la Maison de la Nature de Brussey présente un projet expérimental qui cherche à réaliser un dialogue constructif entre plusieurs usagers sur une problématique environnementale. Ce projet est mené par Claudine Gélion sur le quartier du Montmarin en collaboration avec la Communauté d'agglomération de Vesoul. Un état des lieux a permis de rendre compte de la création d’un groupe de travail réunissant des habitants du quartier volontaires pour trouver des solutions concrètes à deux problèmes : déchets et dégradations ainsi que circulation et stationnement. Ce projet est mené par les CPIE de Franche-Comté sur quatre quartiers différents.

## Population et société

### Démographie
| 1990  | 1999  | 2006  | 2009  |
| ----- | ----- | ----- | ----- |
| 3 283 | 2 843 | 2 467 | 2 205 |

Le nombre de ménages de 2004 à 2008
| Montmarin                   | 828    | 835    | 810    | 859    | 867    |
| Vesoul                      | 7 464  | 8 028  | 7 481  | 7 656  | 7 788  |
| Agglomération de Vesoul     | 12 053 | 12 135 | 12 221 | 12 517 | 12 740 |
| Sources des données : INSEE |        |        |        |        |        |

### Enseignement
Le Montmarin dispose de l'intégralité du système éducatif français. On dénombre deux écoles maternelles, une école primaire, un collège à proximité, et deux lycées dont un lycée d'enseignement général, technologique et professionnel et un lycée agricole.
En ce qui concerne l'enseignement primaire, le quartier possède deux écoles maternelles publiques : l'école maternelle Montmarin II (environ 80 élèves), située 5 rue Théodule Ribot et l'école maternelle Saint Exupery (environ 60 élèves) qui se trouve 1 rue des Frères Lumière. L'école Pablo-Picasso est l'école élémentaire du quartier.
Au niveau de l'enseignement secondaire, le collège auquel les jeunes du quartier sont affiliés est le collège Jacques-Brel, situé à proximité du quartier du Montmarin. La zone du Montmarin comprend deux lycées. Le plus important est le lycée Édouard-Belin avec un total chaque année de plus de 1 000 élèves. Ouvert en 1963, ce lycée polyvalent propose de multiples filières différentes. Il est situé 18 rue Édouard-Belin, au cœur du quartier du Montmarin. Le maire de Vesoul, Alain Chrétien, fut élève au lycée Édouard-Belin. Le lycée d'enseignement général et technologique agricole (LEGTA Étienne-Munier) se trouve à côté du lycée Édouard-Belin. Il totalise chaque année environ 350 élèves.
Une zone d'éducation prioritaire a été créée en 1982 dans les quartiers du Montmarin et des Rêpes. La zone comprend trois écoles maternelles (Saint Exupéry, Montmarin II et Jean-Morel), une école d’application, deux écoles primaires d’application (Repes Sud et Pablo-Picasso) et un collège (Jacques Brel). Au total, 1 300 élèves sont scolarisés dans les établissements scolaires des deux quartiers, ce qui représente environ 15 % des écoliers et des étudiants de la ville.

### Religions

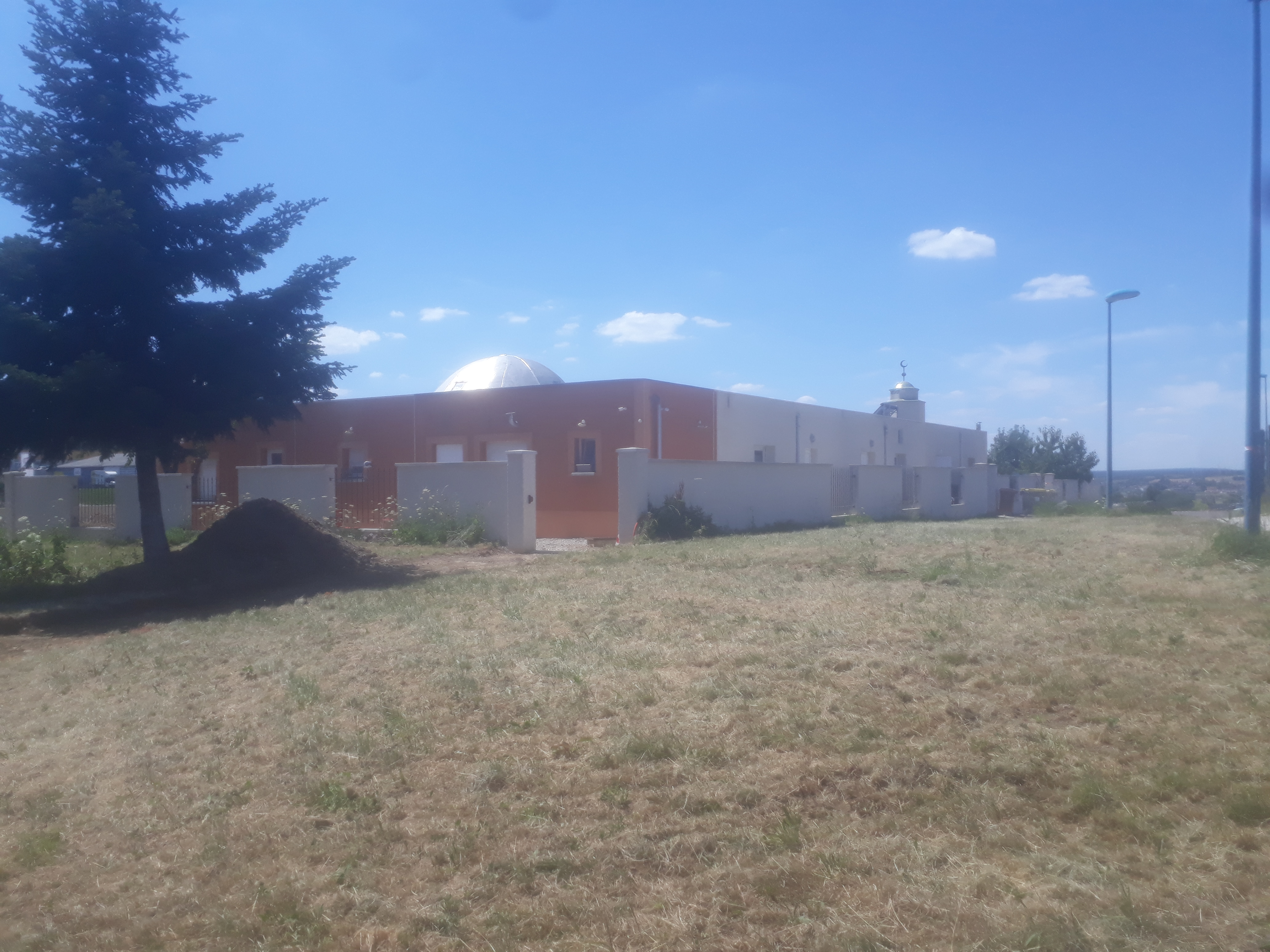
La Mosquée Arrahma.

Le Montmarin compte un lieu de culte musulman : la mosquée Arrahma, proposant cinq classes d'apprentissage de langue arabe et d'enseignement de l'islam. L'architecture de cette mosquée est notamment caractérisé par un dôme et un minaret.

### Situation des habitants
Le quartier est classé prioritaire et zone de redynamisation urbaine.
| Chiffres 2009           | ZUS Grand Montmarin | Vesoul | Agglomération de Vesoul |
| ----------------------- | ------------------- | ------ | ----------------------- |
| Chômage                 | 28,2 %              | 14,4 % | 14,4 %                  |
| Non diplômés            | 45,2 %              | 21,6 % | 21,6 %                  |
| Moins de 25 ans         | 47,6 %              | 31,1 % | 31,1 %                  |
| Etrangers               | 30,0 %              | 6,0 %  | 6,0 %                   |
| Familles monoparentales | 32,5 %              | 19,2 % | 19,2 %                  |
| Locatifs HLM            | 85,6 %              | 30,4 % | 30,4 %                  |

### Sport

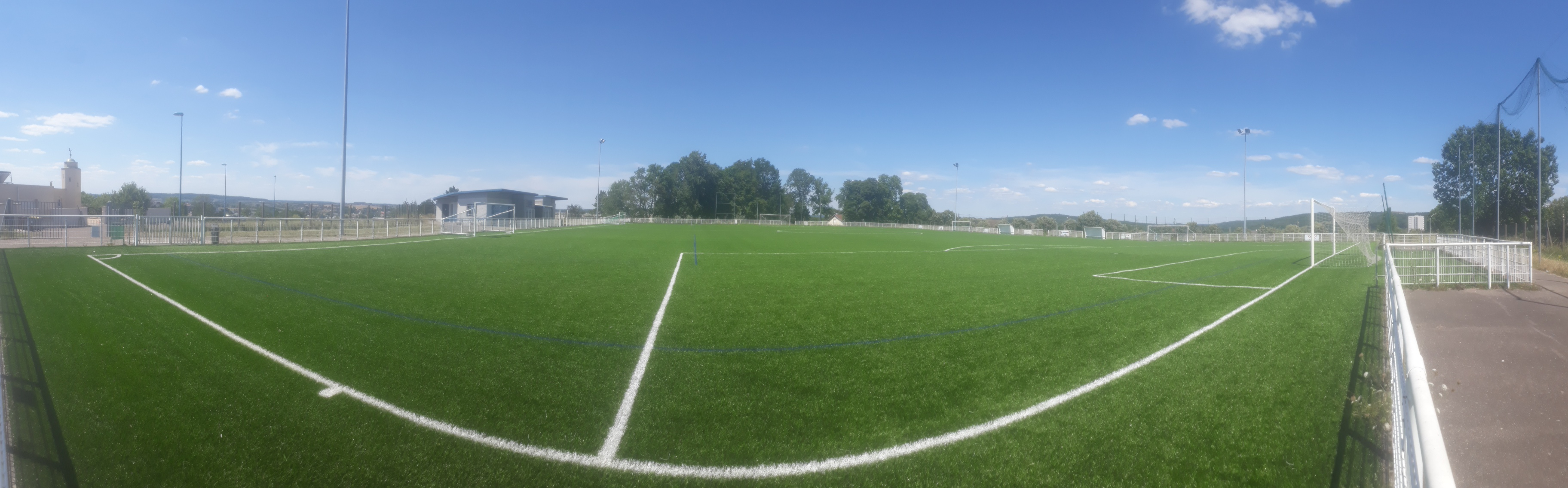
Le stade du Montmarin, en juillet 2020

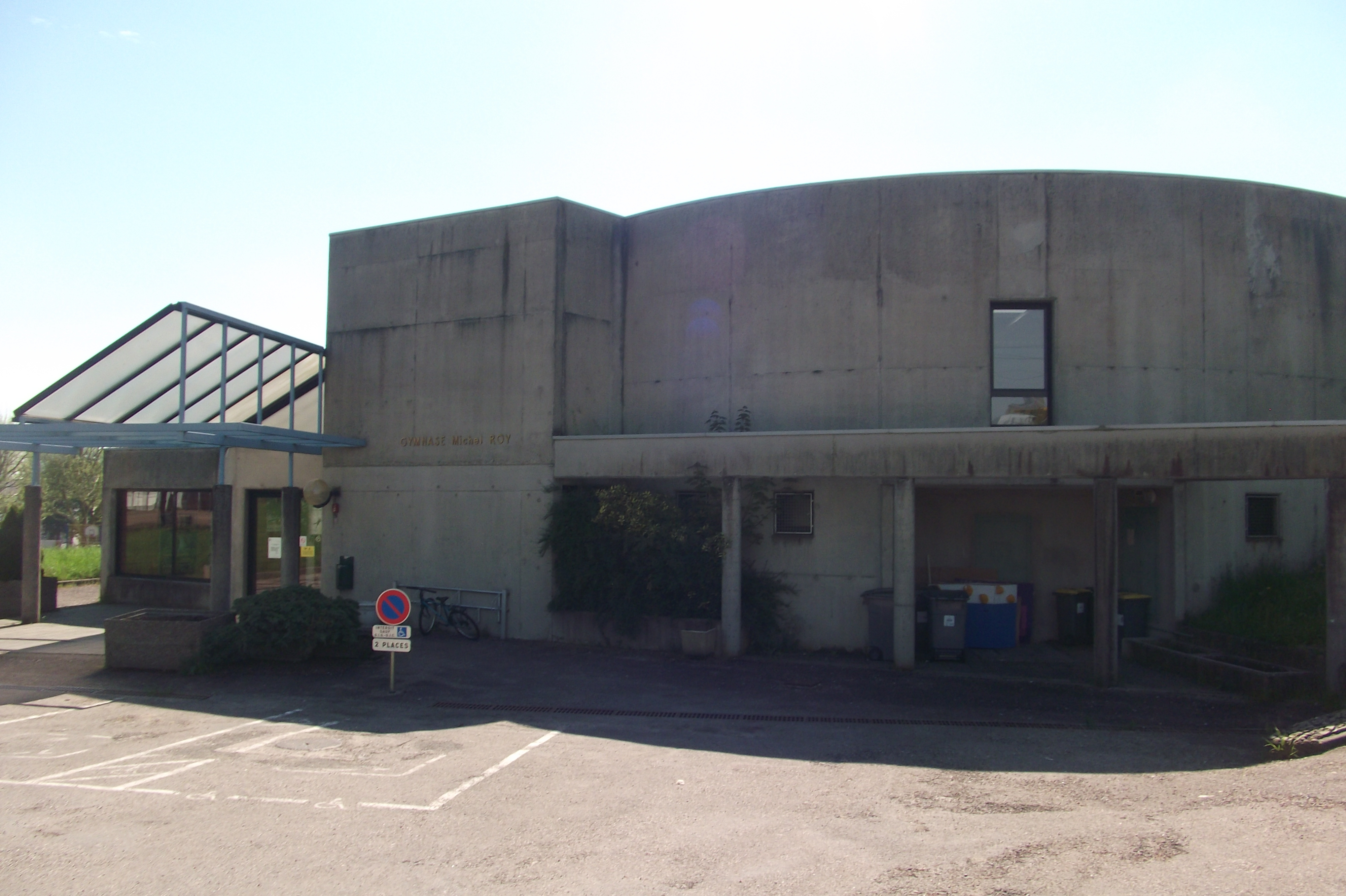
Le gymnase Michel-Roy

Le quartier possède une association : l'association Mouvement Sportif et Culturel Montmarin, crée le 1er août 1991 et possédant une section football.
Deux complexes sportifs sont situés à proximité du Montmarin :
- le complexe sportif Michel-Roy se situe rue des Frères Lumière. Créé en 1991, il totalise d'un gymnase de 400 places permettant la pratique du basket-ball, du badminton, du handball et du volley-ball. De plus, le complexe comprend un terrain synthétique de football (appelé « Stade du Montmarin »), un terrain de basket, une salle d'expression corporelle[24] ;
- le complexe sportif du Pontarcher est situé place Jacques-Brel. D'une surface totale de 15 000 m2, le complexe comporte un boulodrome, une piscine, une salle de musculation, un terrain de rugby, un terrain de football stabilisé, un gymnase pour la pratique du futsal, lutte olympique, basket-ball, badminton et handball[25].

A proximité de la mosquée, se trouve un terrain de foot en gazon synthétique en fibre de polyéthylène, aménagé en 1997. Le terrain a été rénové en 2017 pour faire place à un terrain moderne de type « Profoot MXSi TLT » de la société de création de gazon synthétique Lano Sports. Son revêtement a complètement été changé et les buts remplacés.
De plus, un city-stade est situé au cœur du Montmarin. Il a une longueur de 35 mètres et une largeur de 15 mètres.

### Santé
La ville a aménagé un espace consacré aux soins comprenant plusieurs infrastructures de soin et santé :
- kinésithérapie ;
- cabinet d'infirmiers ;
- centre de protection maternelle et infantile ;
- pharmacie.

## Économie

### Entreprises et services

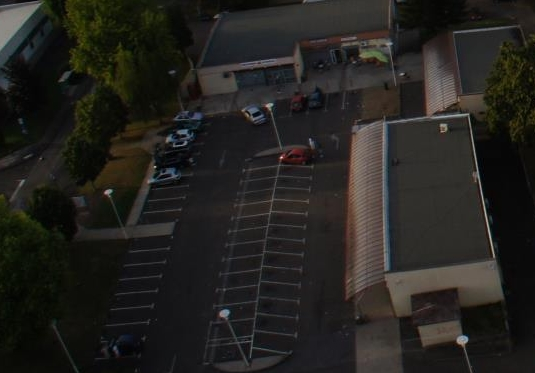
La place commerciale.

Le quartier possède une place commerciale avec de multiples entreprises : boulangerie, pâtisserie, boucherie, bureaux de tabac, kebab, auto-écoles...
Le quartier compte aussi des services tels que la Direction Départementale de la Jeunesse et des Sports, l’annexe du commissariat, des organismes de formation et des syndicats.
Le Montmarin dispose d'un supermarché Super U de quelques dizaines de salariés.
| Nombre d'établissements              | 2002 | 2003 | 2004 | 2005 | 2006 |
| ------------------------------------ | ---- | ---- | ---- | ---- | ---- |
| Industrie (hors énergie)             | 2    | 2    | 3    | 3    | 1    |
| Industrie agro-alimentaire           | 2    | 2    | 2    | 2    | 1    |
| Industries des biens de consommation | 0    | 0    | 0    | 0    | 0    |
| Industrie automobile                 | 0    | 0    | 0    | 0    | 0    |
| Industries des biens d'équipement    | 0    | 0    | 1    | 1    | 0    |
| Industries des biens intermédiaires  | 0    | 0    | 0    | 0    | 0    |
| Énergie                              | 0    | 0    | 0    | 0    | 0    |
| Construction                         | 2    | 0    | 3    | 3    | 3    |
| Dont second œuvre                    | 1    | 0    | 2    | 1    | 1    |
| Transport                            | 1    | 1    | 1    | 0    | 0    |
| Commerce                             | 10   | 13   | 9    | 12   | 14   |
| Services aux particuliers            | 4    | 6    | 6    | 7    | 7    |
| Services aux entreprises             | 4    | 4    | 3    | 3    | 4    |
| Activités immobilières               | 3    | 0    | 1    | 1    | 1    |
| Éducation, santé, action sociale     | 9    | 8    | 8    | 7    | 8    |

|                       | ZUS Grand Montmarin | Vesoul | Agglomération de Vesoul |
| --------------------- | ------------------- | ------ | ----------------------- |
| Nombre d'entreprises  | 56                  | 1432   | 1995                    |
| Industrie             | 1                   | 87     | 143                     |
| Construction          | 5                   | 96     | 203                     |
| Commerce              | 30                  | 588    | 790                     |
| Services divers       | 13                  | 467    | 629                     |
| Enseignement et santé | 7                   | 194    | 230                     |

### Données socio-économiques
Le quartier s'incline devant un revenu annuel relativement faible puisque les habitants touchent en moyenne 7 674 €/an, ce qui représente 639 €/mois.
| Chiffres 2009                                                                                  | ZUS Grand Montmarin | Agglomération de Vesoul |
| ---------------------------------------------------------------------------------------------- | ------------------- | ----------------------- |
| Population des ménages fin 2009                                                                | 2 205               | 28 370                  |
| Évolution relative de la population des ménages de fin 2007 à fin 2009                         | -1,6 %              | 1,3 %                   |
| Revenu par unité de consommation médian 2009                                                   | 7 674               | 17 536                  |
| Évolution relative du revenu par unité de consommation médian 2007-2009                        | -0,8 %              | 3,9 %                   |
| Premier quartile du revenu par unité de consommation 2009                                      | 4 272               | 10 943                  |
| Évolution relative du premier quartile du revenu par unité de consommation 2007-2009           | -5,7 %              | n.d.                    |
| Troisième quartile du revenu par unité de consommation 2009                                    | 11 362              | 24 818                  |
| Évolution relative du troisième quartile du revenu par unité de consommation 2007-2009         | -0,1 %              | 4,1 %                   |
| Indicateur de dispersion du revenu par unité de consommation 2009                              | 92,4 %              | 79,1 %                  |
| Évolution relative de l'indicateur de dispersion du revenu par unité de consommation 2007-2009 | 4,4 %               | 3,5 %                   |
| Part de la population à bas revenus 2009                                                       | 34,7 %              | 10,0 %                  |
| Évolution relative de la part de la population à bas revenus 2007-2009                         | 8,3 %               | 10,8 %                  |
| Indicateur de jeunesse fin 2008                                                                | 2.9                 | 1.1                     |
| Part des jeunes adultes sans diplôme de niveau au moins égal au baccalauréat début 2007        | 70,1 %              | 50,0 %                  |
| Part des ménages d'au moins 6 personnes fin 2009                                               | 5,6 %               | 1,5 %                   |
| Surface du logement (en mètres carrés) par personne 2009                                       | 32,5                | 42,4                    |
| Indicateur de monoparentalité avec jeunes enfants fin 2009                                     | 6,4 %               | 4,0 %                   |
| Part des ménages locataires fin 2009                                                           | 95,8 %              | 51,9 %                  |
| Part des ménages locataires en HLM fin 2009                                                    | 93,2 %              | 26,0 %                  |
| Part des ménages installés depuis moins de 5 ans fin 2009                                      | 57,3 %              | 50,3 %                  |
| Part des ménages concernés par une allocation chômage 2009                                     | 29,2 %              | 15,1 %                  |
| Évolution relative de la part des ménages concernés par une allocation chômage 2007-2009       | 15,2 %              | 6,4 %                   |
| Part des employés et ouvriers dans la population active occupée début 2007                     | 89,6 %              | 63,5 %                  |
| Indicateur de comparaison de revenu avec le voisinage 2009                                     | 0,55 %              | n.d                     |

### Revenus fiscaux
| Nombre de ménages fiscaux                    | 828    | 7 464  | 12 053 |
| Nombre de personnes dans les ménages fiscaux | 2 243  |        | 26 322 |
| Nombre d'unités de consommation              | 1 425  | 10 755 | 18 401 |
| Revenu fiscal médian                         | 7 580  | 14 050 | 15 615 |
| Revenu fiscal moyen                          | 8 394  | 16 348 |        |
| Ménages non-imposés sur le revenu en %       | 73,3 % | 46,7 % | 40,2 % |
| Sources des données : INSEE                  |        |        |        |

| Nombre de ménages fiscaux                    | 835    | 8 028  | 12 135 |
| Nombre de personnes dans les ménages fiscaux | 2 198  | 14 730 | 26 288 |
| Nombre d'unités de consommation              | 1 411  | 10 686 | 18 438 |
| Revenu fiscal médian                         | 7 611  | 14 355 | 15 834 |
| Revenu fiscal moyen                          | 8 385  | 16 734 | 18 064 |
| Ménages non-imposés sur le revenu en %       | 66,8 % | 42,6 % | 37,2 % |
| Sources des données : INSEE                  |        |        |        |

| Nombre de ménages fiscaux                    | 810    | 7 481  | 12 221 |
| Nombre de personnes dans les ménages fiscaux | 2 161  | 14 621 | 26 223 |
| Nombre d'unités de consommation              | 1 381  | 10 649 | 18 465 |
| Revenu fiscal médian                         | 7 476  | 14 589 | 16 338 |
| Revenu fiscal moyen                          | 8 179  | 17 163 | 18 625 |
| Ménages non-imposés sur le revenu en %       | 72,3 % | 45,0 % | 39,0 % |
| Sources des données : INSEE                  |        |        |        |

| Nombre de ménages fiscaux                    | 859    | 7 656  | 12 517 |
| Nombre de personnes dans les ménages fiscaux | 2 264  | 14 823 | 26 562 |
| Nombre d'unités de consommation              | 1 455  | 10 840 | 18 786 |
| Revenu fiscal médian                         | 7 812  | 14 882 | 16 701 |
| Revenu fiscal moyen                          | 8 590  | 17 691 | 19 212 |
| Ménages non-imposés sur le revenu en %       | 71,4 % | 45,5 % | 39,8 % |
| Sources des données : INSEE                  |        |        |        |

| Nombre de ménages fiscaux                    | 867    | 7 788  | 12 740 |
| Nombre de personnes dans les ménages fiscaux | 2 271  | 14 985 | 26 824 |
| Nombre d'unités de consommation              | 1 464  | 10 977 | 19 022 |
| Revenu fiscal médian                         | 8 047  | 15 283 | 17 267 |
| Revenu fiscal moyen                          | 8 691  | 17 889 | 19 607 |
| Ménages non-imposés sur le revenu en %       | 79,8 % | 51,9 % | 46,5 % |
| Sources des données : INSEE                  |        |        |        |

## Culture

### Équipements culturels
Le Montmarin dispose de l'Espace Villon; c'est à la fois un centre social et culturel et une maison de quartier. L'établissement abrite 4 salles : une salle de spectacle 330 places, une grande salle polyvalente (100 places), une grande salle de réunion (80 places) et une petite salle de réunion (30 places). L'Espace Villon est un lieu de rencontres, d'animation et d’échanges,.
Une bibliothèque se situe dans le quartier : la bibliothèque du Liseron.

### Événements
En général, une fête de quartier est organisée annuellement au Montmarin. Plusieurs artistes renommés ont déjà participé à cette fête, tel que le rappeur Mokobé.

### Médias
Le quartier est le siège de la radio locale Fréquence Amitié Vesoul. Sa fréquence à Vesoul est 91.3. La station de radio F.A. Vesoul est situé 2 rue Blaise Pascal, au cœur des cités HLM du quartier. Cette radio propose de nombreuses émissions thématiques. L’équipe de la radio divulgue tous les jours des interviews, des reportages et des communiqués. Elle propose plus d’une vingtaine d’animations.

### Mentions dans la littérature
Le quartier du Montmarin est cité dans l'ouvrage La Grande Bleue de la romancière française Nathalie Démoulin. On trouve aussi mention du quartier dans le livre On ne vit qu'une heure, Une virée avec Jacques Brel de l'écrivain et journaliste David Dufresne, dans lequel il évoque différents lieux du Montmarin comme l'espace Villon et le collège Jacques-Brel en expliquant brièvement l'histoire, la sociologie et vie du quartier.

### Personnalités liées au quartier
- Salah Gaham (1971-2005), né à Annaba en Algérie, a grandi dans le quartier dans sa jeunesse.